# 1368.
◄ | 13. stoljeće | 14. stoljeće | 15. stoljeće | ►
◄ | 1330-ih | 1340-ih | 1350-ih | 1360-ih | 1370-ih | 1380-ih | 1390-ih | ►
◄◄ | ◄ | 1365. | 1366. | 1367. | 1368. | 1369. | 1370. | 1371. | ► | ►►
Arhitektura • Astronomija • Glazba • Knjige • Književnost • Kršćanstvo • Medicina • Pravo • Promet • Slikarstvo • Znanost

## Rođenja
- 14. veljače – Žigmund Luksemburški, rimsko-njemački car, hrvatsko-ugarski i češki kralj († 1437.)

## Vanjske poveznice
|  | Zajednički poslužitelj ima još gradiva o temi 1368. |